# Собор Святої Трійці (Тбілісі)
Цмінда Самеба (груз. წმინდა სამება — Пресвята Трійця); Собор Святої Трійці в Тбілісі — головний кафедральний собор Грузинської православної церкви; розташований у Тбілісі, на пагорбі св. Іллі (лівий берег Кури). У соборі 13 престолів; нижній храм — на честь Благовіщення Пресвятої Богородиці; окремо стоїть дзвіниця.

## Історія
Будівництво нового собору було заплановано в 1989 році в зв'язку зі святкуванням 1500-річчя автокефалії грузинської церкви і на відзначення 2000-річчя християнства.
Конкурс на зведення храму виграв витриманий в ретроспективному дусі проект Арчила Міндіашвілі. Висота верхнього храму становить 105,5 метрів (без надкупольного хреста 98 метрів і хрест 7,5 метрів); протяжність зі сходу на захід — 77 метрів, з півночі на південь — 65 метрів, загальна площа — понад 5000 квадратних метрів.
Храм закладений 23 листопада 1995; будівництво велося на пожертвування звичайних городян і великих бізнесменів.
Перше богослужіння в споруджуваному соборі відбулося 25 грудня 2002.
Освячено рівно 9 років після закладки, в день Георгія Змієборця — небесного покровителя Грузії; чин освячення звершив Патріарх-Католікос Ілія II в співслужінні архієреїв і кліриків Грузинської Церкви, а також представники Константинопольської, Олександрійської, Антіохійської, Російської, Сербської, Румунської, Кіпрської, Елладської, Польської, Албанської Церков, Православної Церкви в Америці.
Після освячення до Троїцького собору з Сіоні було перенесено кафедру католікоса Грузії.

## Галерея

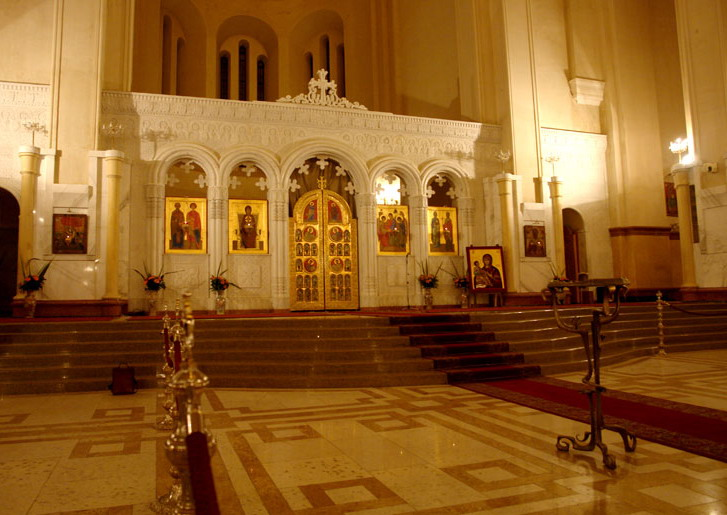
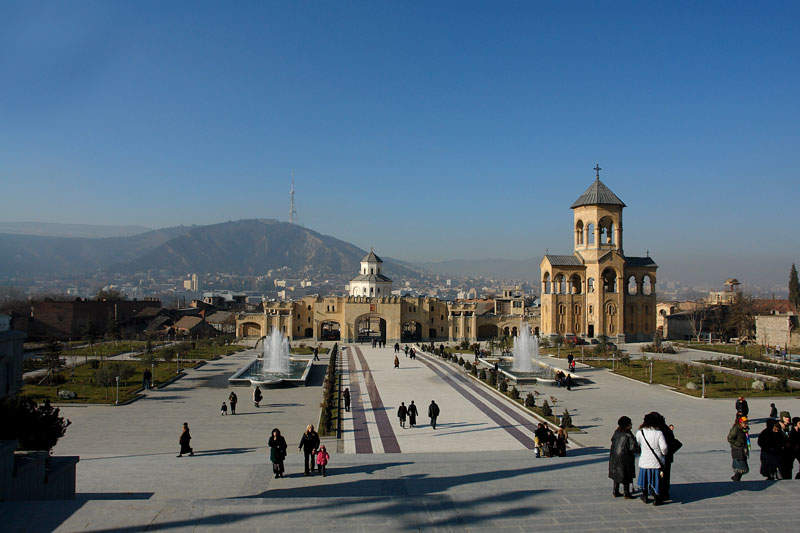
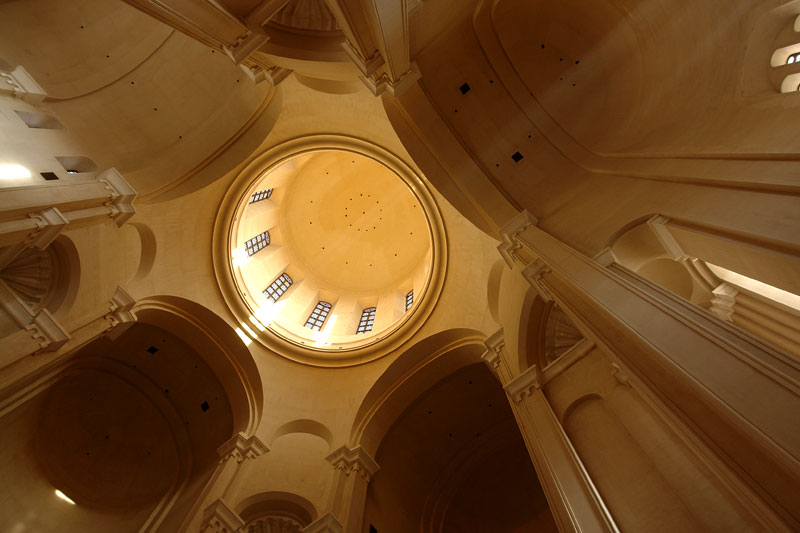
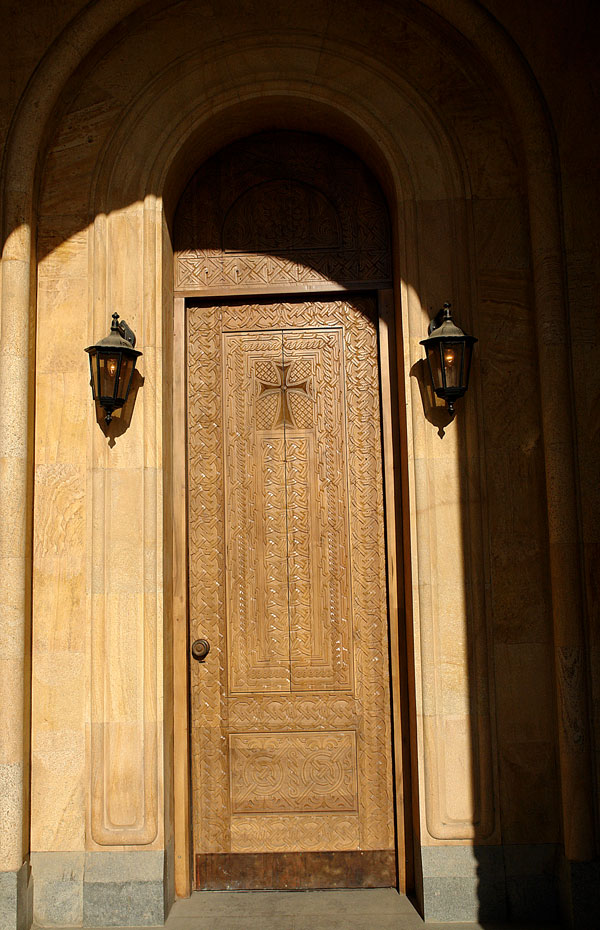
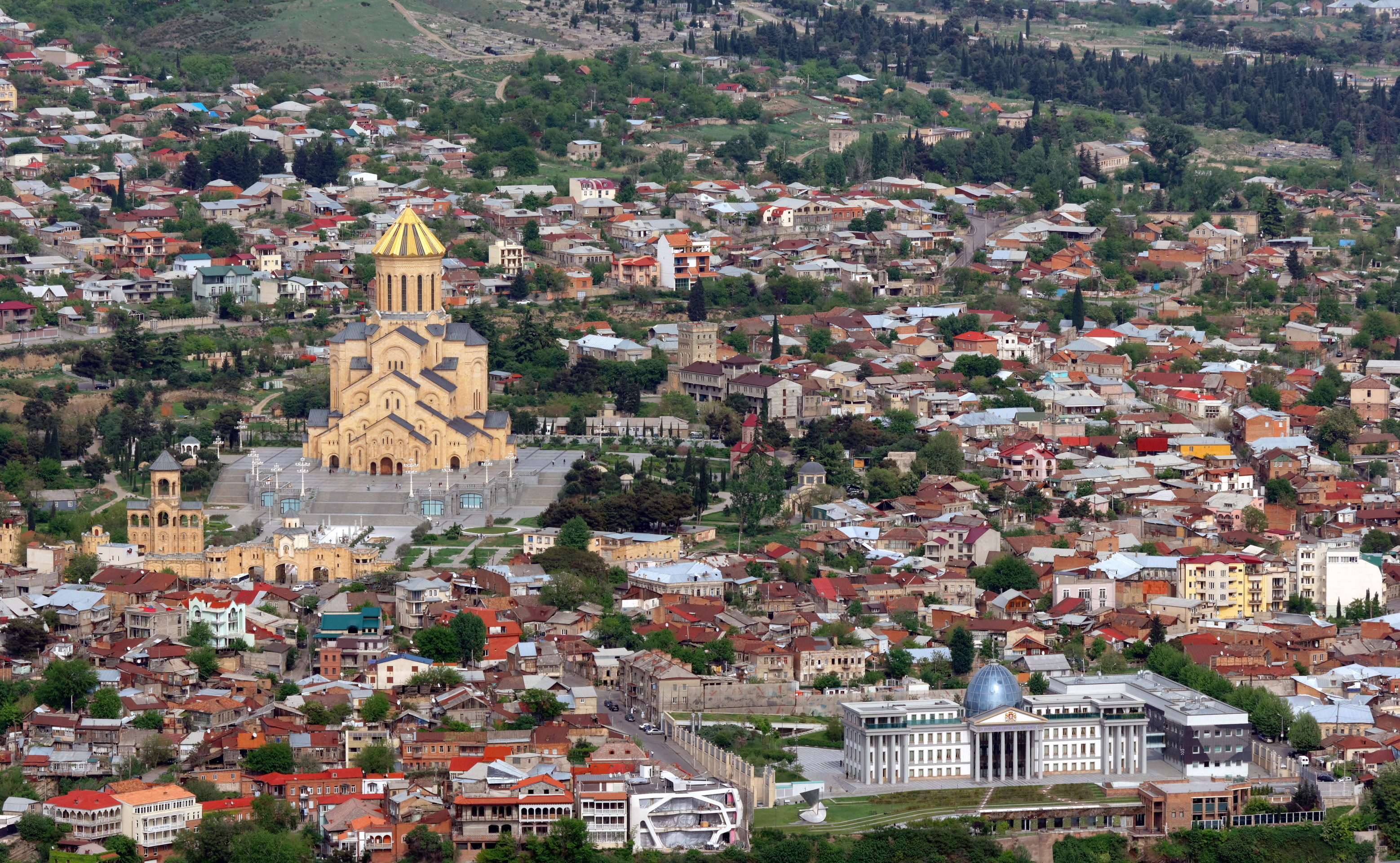
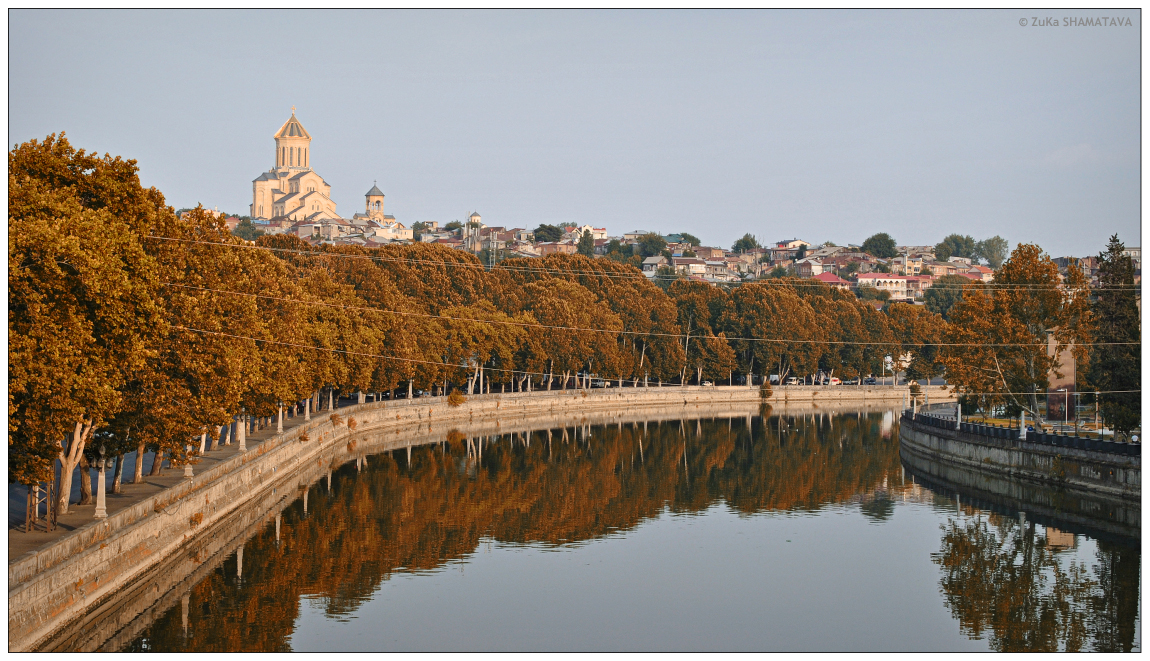
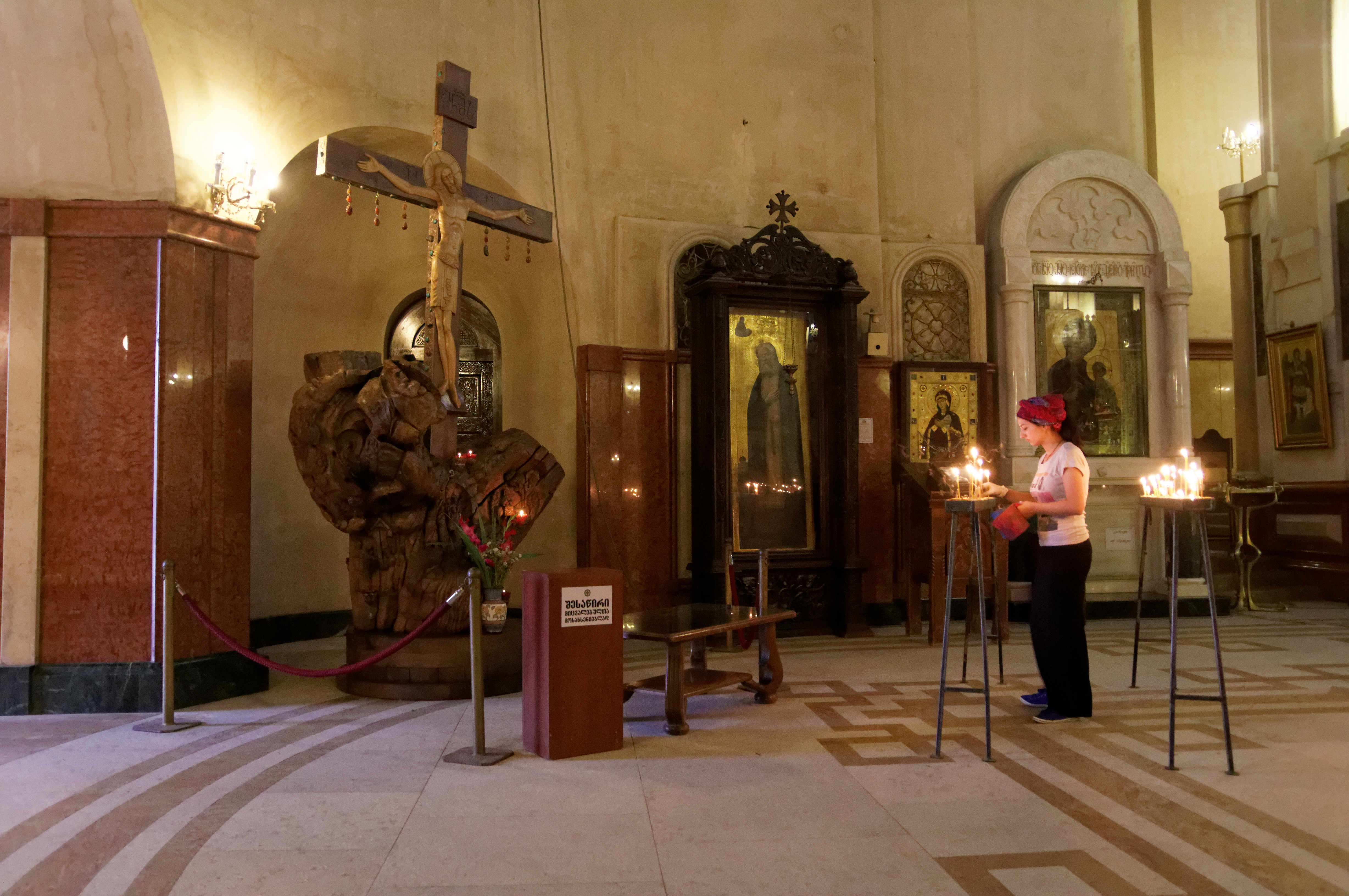
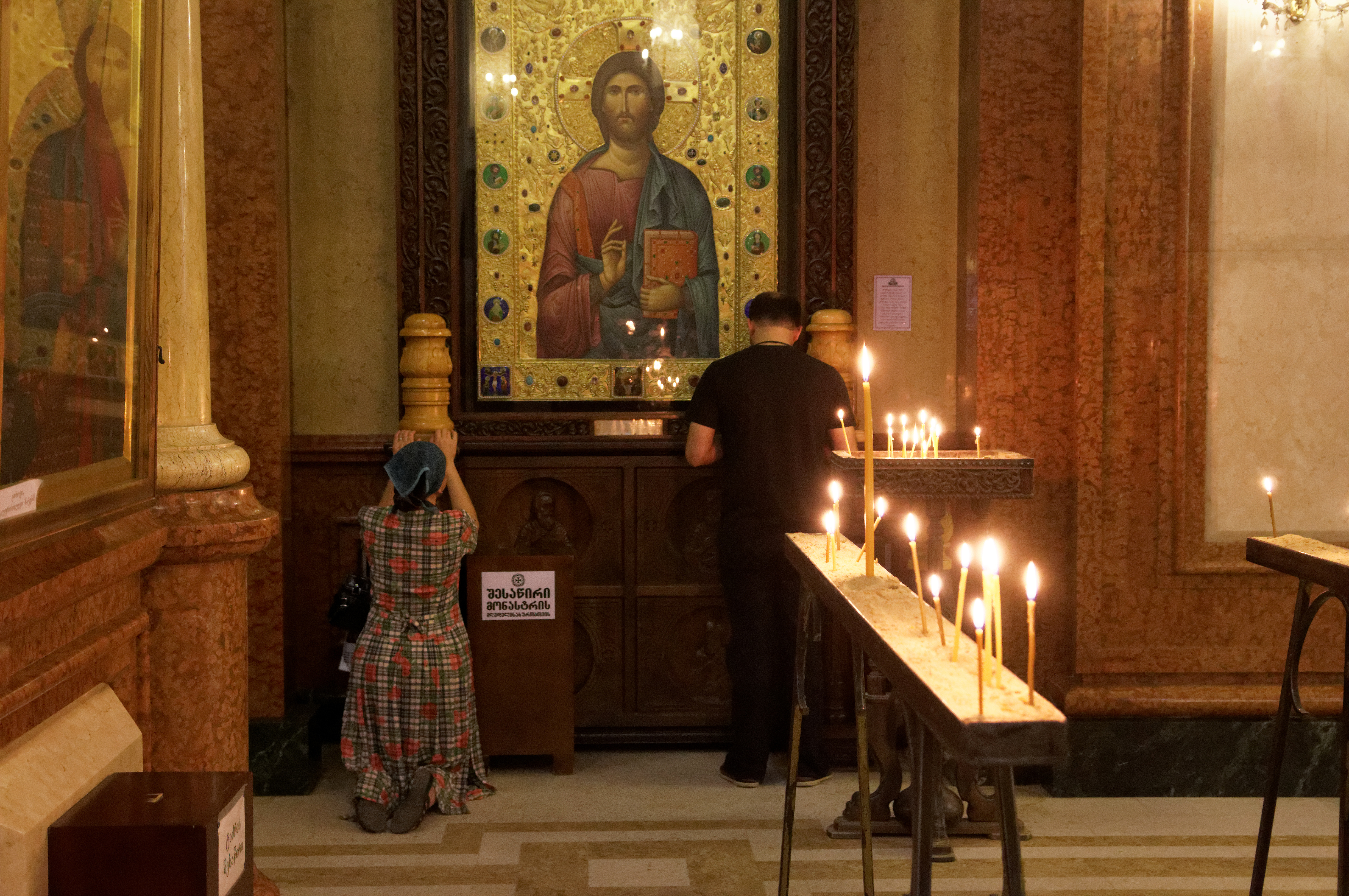
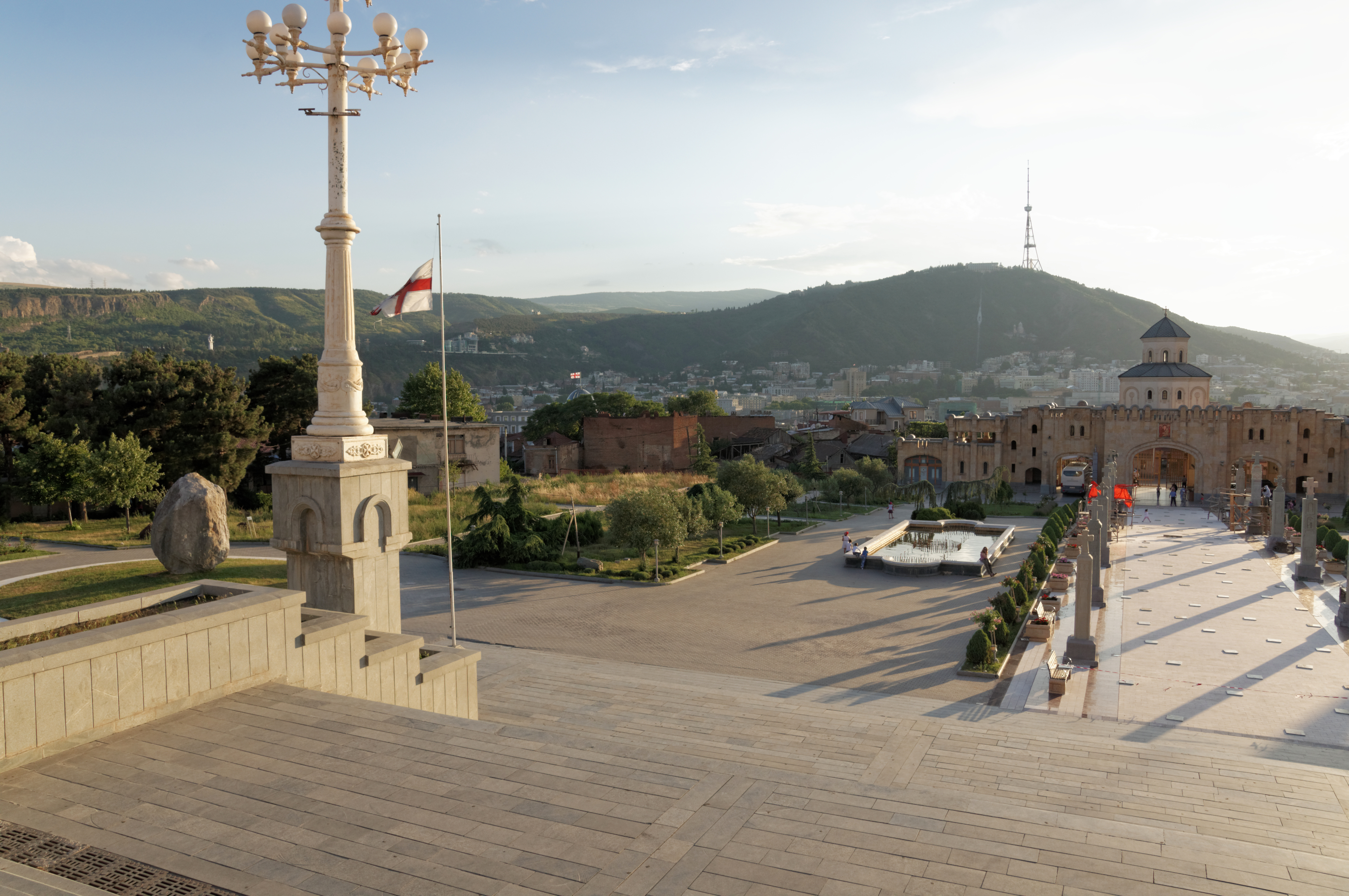
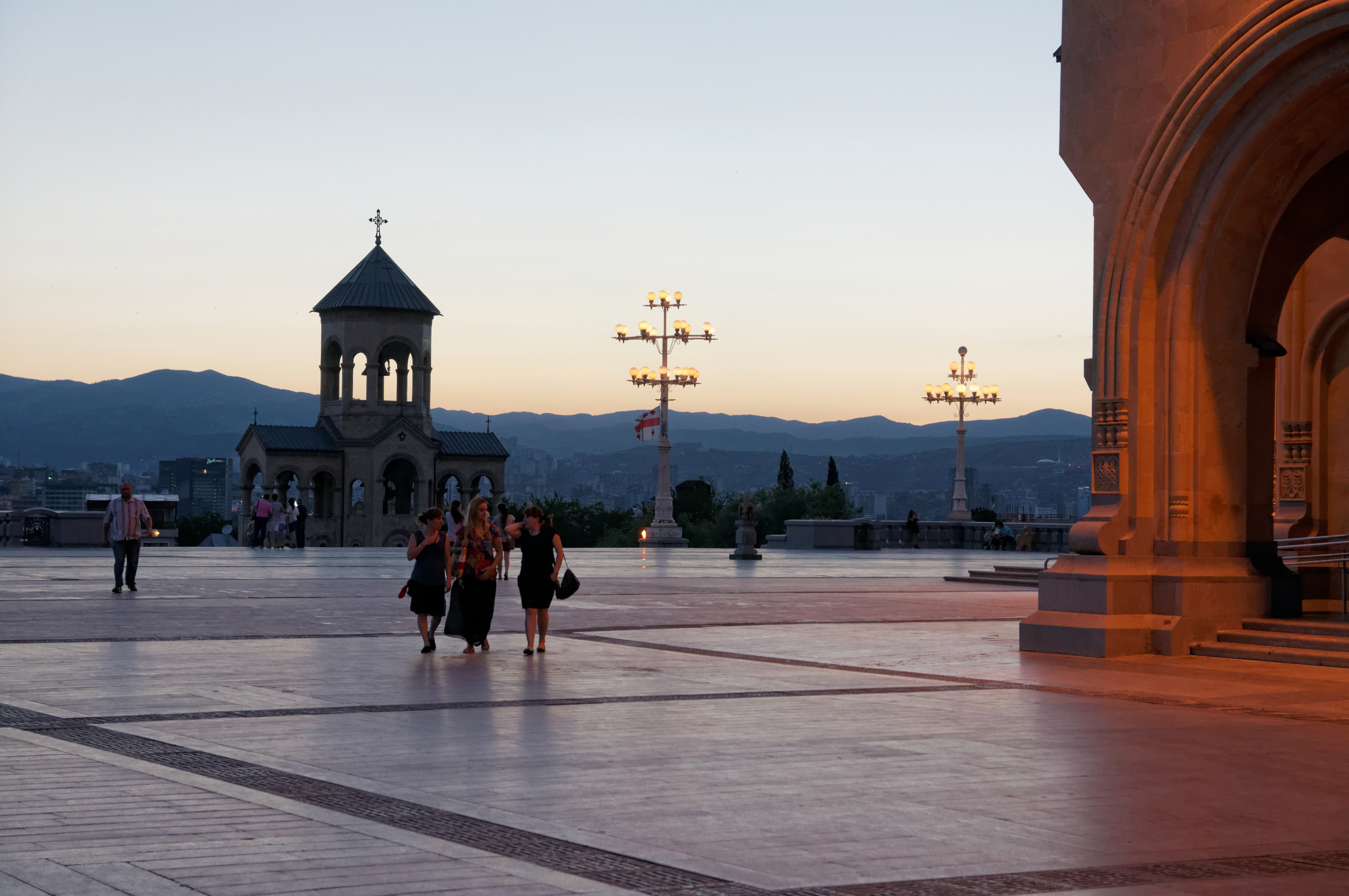